# العلاقات التوفالية الجنوب إفريقية
العلاقات التوفالية الجنوب أفريقية هي العلاقات الثنائية التي تجمع بين توفالو وجنوب أفريقيا.

## مقارنة بين البلدين
هذه مقارنة عامة ومرجعية للدولتين:
| وجه المقارنة                                              | توفالو                         | جنوب أفريقيا |
| --------------------------------------------------------- | ------------------------------ | --- |
| المساحة (كم2)                                             | 26                             | 1.22 مليون |
| عدد السكان (نسمة)                                         | 11.19 ألف                      | 57.73 مليون |
| الكثافة السكانية (ن./كم²)                                 | 43.04 ألف                      | 47.32 |
| العاصمة                                                   | فونافوتي                       | بريتوريا، بلومفونتين، كيب تاون |
| اللغة الرسمية                                             | اللغة التوفالوية، لغة إنجليزية | لغة إنجليزية، اللغة الأفريقانية، اللغة النديبلي الجنوبية، اللغة السوثو الشمالية، اللغة السوتية، لغة سوازي، اللغة التسونجا، اللغة التسوانية، اللغة الفيندية، اللغة الكوسية، اللغة الزولوية |
| العملة                                                    | دولار توفالو                   | راند جنوب أفريقي |
| الناتج المحلي الإجمالي (بليون دولار)                      | 39.73 مليون                    | 349.42 مليار |
| الناتج المحلي الإجمالي (تعادل القوة الشرائية) بليون دولار | 38.93 مليون                    | 725.91 مليار |
| الناتج المحلي الإجمالي الاسمي للفرد دولار أمريكي          | 3.29 ألف                       | 5.72 ألف |
| الناتج المحلي الإجمالي للفرد دولار أمريكي                 | 3.77 ألف                       | 13.05 ألف |
| مؤشر التنمية البشرية                                      |                                | 0.666 |
| رمز المكالمات الدولي                                      | +688                           | +27 |
| رمز الإنترنت                                              | .tv                            | .za |
| المنطقة الزمنية                                           | ت ع م+12:00                    | ت ع م+02:00، أفريقيا/جوهانسبرغ ‏ |

## منظمات دولية مشتركة
يشترك البلدان في عضوية مجموعة من المنظمات الدولية، منها:
| علم المنظمة | اسم المنظمة                                 | تاريخ انضمام توفالو | تاريخ انضمام جنوب أفريقيا |
| ----------- | ------------------------------------------- | ------------------- | ------------------------- |
|             | مؤسسة التنمية الدولية                       | 24 يونيو 2010       | 12 أكتوبر 1960            |
|             | يونسكو                                      | 21 أكتوبر 1991      | 4 نوفمبر 1946             |
|             | الأمم المتحدة                               | 5 سبتمبر 2000       | 7 نوفمبر 1945             |
|             | مجموعة دول أفريقيا والكاريبي والمحيط الهادئ | ?                   | ?                         |
|             | دول الكومنولث                               | ?                   | 11 ديسمبر 1931            |
|             | الاتحاد البريدي العالمي                     | ?                   | ?                         |
|             | البنك الدولي للإنشاء والتعمير               | 24 يونيو 2010       | 27 ديسمبر 1945            |
|             | الاتحاد الدولي للاتصالات                    | 15 أغسطس 1996       | 1910                      |
|             | منظمة حظر الأسلحة الكيميائية                | ?                   | ?                         |

## وصلات خارجية
- موقع وزارة الخارجية الجنوب أفريقية